# TeamWox
TeamWox — прикладное программное обеспечение групповой работы для организаций, разработанное компанией MetaQuotes для своих нужд, а с 2009 года предлагающееся для использования заказчиками как коробочное приложение и как услуга. На 2011 год в приложении насчитывается 12 модулей, которые, по мнению производителя, позволяют автоматизировать основные бизнес-процессы малой и средней компании: CRM, расчеты с клиентами и поставщиками, групповую работу, техническую поддержку, управление персоналом, документооборот, корпоративная IP-телефония.

## Архитектура
Система TeamWox — это веб-серверное приложение. Программа написана на языке C++. Серверная часть устанавливается на компьютере с операционной системой семейства Microsoft Windows XP SP2 или выше, но не может устанавливаться на ОС семействах Linux. TeamWox не использует какие-либо сторонние компоненты, таких как IIS или Apache, однако требуется системы управления базами данных Firebird.
TeamWox имеет собственное изолированное от других файловое хранилище и изолированную базу данных.
Пользователи могут работать в системе TeamWox через любой браузер любой операционной системы, в том числе через мобильные устройства.
TeamWox имеет набор средств для обеспечения бесперебойной работы: автоматическое резервное копирование, получение обновлений, диагностику сетевого подключения, журнал работы системы и сбор статистики работы системы.
Лицензирование TeamWox имеет как коробочное решение так и в режиме SaaS.

## Известность
Интерфейс системы TeamWox переведён на 30 языков.
На 2011 год нет независимых данных о количестве заказов и внедрений системы.

### Награды
TeamWox получил награды
- «Best Soft 2010»[1]
- «Best Soft 2011»[2]от PC Magazine/RE;
- «2012 Top Ten Best CRM Software»[3].

### Обзоры
TeamWox упоминалась в материалах:
- CNews[4][5]
- обзоры опубликованы на CNews[6]
- iXBT.com[7]
- TopTenReviews[8]